# Jean-Louis Schlesser

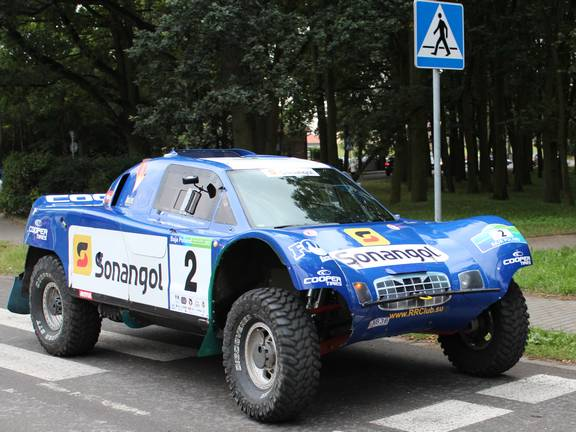
Buggy Schlesser en una baja en 2012.

Jean-Louis Schlesser (Nancy, 12 de septiembre de 1948) es un piloto de automovilismo francés, con experiencia tanto en circuitos como en rally raid. Es el sobrino del también piloto Jo Schlesser. Se destaca por haber ganado el Campeonato Francés de Superturismos de 1985, el Campeonato Mundial de Sport Prototipos de 1989 y 1990, Copa Mundial de Rally Cross-Country entre 1998 y 2002, el Campeonato Europeo de Bajas de 2002 y el Rally Dakar de 1999 y 2000. También participó en dos Grandes Premios de Fórmula 1 en los 80.

## Carrera Deportiva
Creció en Marruecos y regresó a Francia para estudiar y completar el servicio militar. Comenzó a competir en carreras en circuitos y fue cocampeón de la Fórmula 3 Francesa junto con Alain Prost. En 1981, ganó la Fórmula 3 Europea. Además fue segundo en la general y primero en su clase en las 24 Horas de Le Mans con un Rondeau oficial. Schlesser finalizó tercero en el Gran Premio de Mónaco de Fórmula 3 de 1980 y 1981. En 1982, se pasó a la Fórmula 2 Europea. En 1983 ascendió a la Fórmula 1 al participar del Gran Premio de Francia por el equipo RAM Racing, sin lograr clasificar. Estuvo inscrito en las dos carreras siguientes, pero no fue parte de ninguno.
Luego de su fallida incursión en la Fórmula 1, Schlesser pasó a participar en competiciones de turismos y sport prototipos. Ganó el Campeonato Francés de Superturismos de 1985 con un Rover Vitesse. En 1987 disputó tres carreras del Campeonato Mundial de Turismos para la marca Alfa Romeo, resultando tercero en una de ellas. También disputó las 24 Horas de Le Mans desde 1982 hasta 1986 para diversos equipos sin obtener buenos resultados, y pilotó para Jaguar en el Campeonato Mundial de Resistencia.
Schlesser fue piloto de pruebas del equipo Williams en 1987 y 1988. Volvió a correr en Fórmula 1 en el Gran Premio de Italia como sustituto de Nigel Mansell. A dos vueltas del final de la carrera, Ayrton Senna de McLaren y Schlesser chocaron en la primera chicana cuando el brasileño lideraba e intentaba doblar al francés, haciendo que el brasileño no termine la carrera.
En 1988, Schlesser fichó por el equipo Sauber-Mercedes, ganando la Supercopa Alemana y finalizando segundo en el Campeonato Mundial de Resistencia con tres victorias. Schlesser y Sauber ganaron los títulos de pilotos y equipos del Campeonato Mundial de Resistencia 1989 con cinco triunfos en ocho carreras. En 1990 ganó seis de nueve y fue segundo en una, lo que le significó llevarse el título de pilotos junto con Mauro Baldi, su compañero de butaca, y el campeonato de equipos a Sauber. Schlesser disputó para Sauber las cuatro primeras de la temporada 1991 en la clase C2, ganando tres de ellas, y las cuatro restantes en la clase C1, donde llegó quinto en una carrera y abandonó las demás. Schlesser ganó el Classic Masters en la Carrera de Campeones de 1994.
Tras una primera participación en 1984, Schlesser participó regularmente en el Rally Dakar a partir de 1989. En 1992, comenzó a competir con un buggy de tracción trasera desarrollado por él mismo. En sus primeras versiones, el llamado Buggy Schlesser tenía un motor Renault V6 de 3,5 litros y una carrocería de fibra de carbono y pesaba 1300 kg, 500 menos que los Mitsubishi rivales.
Con él compitió en el Rally Dakar y otras carreras de rally raid. Obtuvo varias victorias de clase buggy, hasta lograr la victoria absoluta en coches en Rally Dakar en 1999 y 2000, además de ganar en 5 ocasiones el Copa Mundial de Rally Cross-Country de 1998 a 2002, la Africa Race de 2009 a 2014 y otros rallies y bajas.

## Buggy Schlesser
Buggy Schlesser (o "Schlesser Buggy") fue el nombre con el que se conoció a una serie de prototipos para competición todoterreno creados y diseñados por el mencionado Jean-Louis Schlesser, los cuales fueron en su mayoría pensados para el Rally Dakar, aunque también se utilizaron en otras competiciones africanas de rally raid, además de la Copa Mundial de Rally Cross-Country de la FIA.

### Números de chasis[1]
| Chasis | Año  | Silueta         | Motor                                                                                         | Notas                                                     |
| ------ | ---- | --------------- | --------------------------------------------------------------------------------------------- | --------------------------------------------------------- |
| Nr. 1  | 1990 | Diseño original | Renault de 4 cilindros con compresor, Opel 2.0 L de 4 cilindros, Porsche 3.6 L de 6 cilindros | Buggy biplaza                                             |
| Nr. 2  | 1991 | Diseño original | Porsche 3.6 L de 6 cilindros                                                                  | Buggy monoplaza                                           |
| Nr. 3  | 1992 | Diseño original | Renault 3.6 L V6 turbo                                                                        | Buggy monoplaza, motor modificado                         |
| Nr. 4  | 1992 | Diseño original | Renault 3.6 L V6 turbo                                                                        | Buggy monoplaza, motor modificado                         |
| Nr. 5  | 1993 | Diseño original | Renault 3.6 L V6 turbo                                                                        | Buggy monoplaza, motor modificado, transmisión automática |
| Nr. 6  | 1994 | Diseño original | Schlesser 2.0 L V8 con inyección directa                                                      | Buggy monoplaza                                           |
| X.202  | 1991 | Diseño original | Porsche 3.5 L                                                                                 | Basado en el chasis Nr. 1                                 |
| X.201  | 1992 | Diseño original | Porsche 3.6 L de 6 cilindros                                                                  | Basado en el chasis Nr. 2                                 |
| X.301  | 1993 | Alpine A610     | Renault 3.6 L                                                                                 | Basado en el chasis Nr. 3                                 |
| X.302  | 1994 |                 | Renault ZX7 3.0 L V6                                                                          | Basado en el chasis Nr. 4                                 |
| X.401  | 1994 | Diseño original | PRV de 4 cilindros, 370 PS                                                                    | Basado en el chasis Nr. 5                                 |
| X.801  | 1994 | Diseño original | Schlesser 2.0 L V8, más tarde cambiado por Seat de 4 cilindros con turbocompresor             | Basado en el chasis Nr. 6                                 |
| X.901  | 1995 | SEAT Ibiza II   | Seat Ibiza 2.0 L con inyección de combustible, 280 PS                                         |                                                           |
| X.902  | 1994 | SEAT Ibiza II   | Seat Ibiza 2.0 L con turbocompresor, 370 PS                                                   |                                                           |
| X.903  | 1995 | SEAT Ibiza II   | Seat Ibiza 2.0 L con inyección electrónica, 280 PS                                            | Basado en el chasis X.901                                 |
| X.462  | 1996 |                 | Seat 4.0 L V6                                                                                 |                                                           |
| X.202  | 1997 | Renault Mégane  | PRV (Renault) V6                                                                              | Chasis nuevo                                              |
| X.301  | 1998 | Renault Mégane  | PRV (Renault) V6                                                                              | Chasis nuevo                                              |
| X.446  | 2000 | Renault Kangoo  | PRV Renault                                                                                   |                                                           |
| X.431  | 2002 | Renault Kangoo  | Renault F9Q diésel                                                                            |                                                           |
| X.433  | 2003 | Ford Focus      | Renault F9Q diésel, más tarde cambiado por Ford 4.0 L V6, 270 PS                              |                                                           |
| X.202  | 2003 | Ford Focus      | Ford 4.0 L V6, 270 PS                                                                         | Chasis nuevo                                              |
| X.301  | 2003 |                 | Ford V8                                                                                       | Chasis nuevo                                              |
| X.822  | 2004 | Ford Ranger     | Schlesser 5.4 L V8, 285 PS                                                                    |                                                           |
| X.824  | 2005 | Ford Ranger     | Ford 5.4 L V8, 285 PS                                                                         |                                                           |
| X.826  | 2006 | Diseño original | Schlesser 5.4 L V8, 280 PS                                                                    |                                                           |
| X.223  | 2012 | Diseño original | General Motors 5.4 L V8, 280 PS                                                               |                                                           |

## Resultados

### Fórmula 1
(Clave) (negrita indica pole position) (cursiva indica vuelta rápida)

| 1983    | RAM Automotive Team March | BRA | USW | FRA DNQ | SMR | MON | BEL | USE | CAN | GBR | GER | AUT | NED    | ITA | EUR | RSA |     | NC | 0 |
| 1988    | Canon Williams Team       | BRA | SMR | MON     | MEX | CAN | USE | FRA | CAN | GBR | HUN | BEL | ITA 11 | POR | ESP | JPN | AUS | NC | 0 |
| Fuente: |                           |     |     |         |     |     |     |     |     |     |     |     |        |     |     |     |     |    |   |

### Rally Dakar
| Años    | Categoría | Vehículo   | Posición | Victorias de etapa |
| ------- | --------- | ---------- | -------- | ------------------ |
| 1985    | Coches    | Lada       | Ret.     | -                  |
| 1990    | Coches    | Mitsubishi | Ret.     | -                  |
| 1991    | Coches    | Buggy      | Ret.     | -                  |
| 1992    | Coches    | Buggy      | Ret.     | -                  |
| 1993    | Coches    | Nissan     | 13.º     | -                  |
| 1994    | Coches    | Lancia     | Ret.     | -                  |
| 1995    | Coches    | Buggy      | Ret.     | -                  |
| 1996    | Coches    | Buggy      | 14.º     | -                  |
| 1997    | Coches    | Buggy      | Ret.     | 1                  |
| 1998    | Coches    | Buggy      | 5.º      | -                  |
| 1999    | Coches    | Buggy      | 1.º      | 2                  |
| 2000    | Coches    | Renault    | 1.º      | 2                  |
| 2001    | Coches    | Renault    | 3.º      | 7                  |
| 2002    | Coches    | Renault    | Ret.     | -                  |
| 2003    | Coches    | Ford       | Ret.     | -                  |
| 2004    | Coches    | Ford       | 3.º      | -                  |
| 2005    | Coches    | Ford       | Ret.     | -                  |
| 2006    | Coches    | Ford       | 6.º      | 1                  |
| 2007    | Coches    | Ford       | 3.º      | 2                  |
| Fuente: |           |            |          |                    |

## Palmarés
Bicampeón del Campeonato Mundial de Sport Prototipos (1989 y 1990)
Pentacampeón del Copa Mundial de Rally Cross-Country (1998, 1999, 2000, 2001 y 2002)
Campeón del Campeonato Europeo de Bajas (2002)
Ganador del Rally Dakar en la categoría de coches en dos ocasiones (1999 y 2000)
Campeón del Campeonato Francés de Superturismos (1985)
Ganador de la Africa Race en la categoría de coches en seis ocasiones (2009, 2010, 2011, 2012, 2013 y 2014)